# Die Hochzeit von Florenz
Die Hochzeit von Florenz ist ein US-amerikanisches Filmdrama aus dem Jahr 1924 von Henry King mit den Schwestern Lillian und Dorothy Gish und William Powell in den Hauptrollen. Der Film wurde von Inspiration Pictures produziert und basiert auf dem Roman Romola von George Eliot. Den Vertrieb übernahm Metro-Goldwyn Distribution.

## Handlung
Der griechische Gelehrte Baldassar Calvo und sein Adoptivsohn Tito Melerna nähern sich mit einem Boot der italienischen Küste, als sie von Piraten angegriffen werden. Calvo gibt Tito Juwelen und seinen Siegelring und weist ihn an, ans Ufer zu schwimmen, die Juwelen zu verkaufen und mit dem Geld das Lösegeld an die Piraten zu bezahlen.
Tito macht sich auf den Weg nach Florenz, wo er Calvo völlig vergisst und Romola, die Tochter des blinden Gelehrten Bardo Bardi, heiratet. Mit der Hilfe von Adolfo Spini, einem Abenteurer, steigt Tito zum obersten Richter auf. Tito wird durch sein schlechtes Benehmen beim Volk unbeliebt, so verkauft er die heiligen Bücher von Romolas Vater, geht eine Scheinehe mit Tessa, einem Bauernmädchen, ein und verurteilt den geliebten Vorkämpfer des Volkes, den Priester Savonarola, zum Tode. Durch den Tod des Geistlichen in Wut geraten, verfolgt ein Mob Tito, der im Fluss ertrinkt. Romola findet Tessa, kümmert sich um sie und findet schließlich ihr Glück bei Carlo Bucellini, einem Künstler, der ihr treu geblieben ist.

## Hintergrund
Gedreht wurde der Film ab Ende Oktober 1923 in Rom, Florenz sowie in den Vice-Studios in Florenz.
Die Schwestern Lillian und Dorothy Gish standen letztmals gemeinsam vor der Kamera.
Robert M. Haas oblag die künstlerische Leitung.

## Veröffentlichung
Die Premiere des Films fand am 1. Dezember 1924 in New York statt. Im Deutschen Reich kam er im November 1926 in die Kinos.

## Kritiken
Robert E. Sherwood beschrieb den Film im Magazin Life war der Überzeugung, Lillian Gish habe einen schweren Fehler gemacht, als sie den Film als geeignetes Mittel zur Ausschöpfung ihrer unbestrittenen Talente auswählte.
Charles S. Sewell hingegen schrieb im Moving Picture World, das auffälligste Merkmal dieser Produktion sei ihre Pracht und wunderbare Bildschönheit. Es wurde so sorgfältig und mit so viel Liebe zum Detail gearbeitet, dass es eine lebendige Darstellung des Lebens dieser Zeit sei.

## Auszeichnungen
Charles Lane wurde 1925 mit dem Photoplay Award für die beste Darstellerleistung des Monats Februar ausgezeichnet.